# Alliance Club Horsens 2017-2018
Questa voce raccoglie le informazioni riguardanti il Alliance Club Horsens nelle competizioni ufficiali della stagione 2017-2018.

## Rosa pre sosta
| N. |                      | Ruolo | Calciatore          |
| -- | -------------------- | ----- | ------------------- |
| 1  | Finlandia (bandiera) | P     | Jesse Joronen       |
| 4  | Danimarca (bandiera) | C     | Ayo Simon Okosun    |
| 6  | Filippine (bandiera) | D     | Daisuke Sato        |
| 7  | Danimarca (bandiera) | D     | Mathias Nielsen     |
| 8  | Danimarca (bandiera) | C     | Bjarke Jacobsen     |
| 9  | Islanda (bandiera)   | A     | Kjartan Finnbogason |
| 10 | Danimarca (bandiera) | C     | Lasse Kryger        |
| 11 | Danimarca (bandiera) | A     | Peter Nymann        |
| 12 | Ghana (bandiera)     | C     | Joseph Mensah       |
| 13 | Danimarca (bandiera) | C     | Thomas Kortegaard   |
| 14 | Danimarca (bandiera) | D     | Mads Thychosen      |
| 15 | Gambia (bandiera)    | D     | Bubacarr Sanneh     |

| N. |                         | Ruolo | Calciatore        |
| -- | ----------------------- | ----- | ----------------- |
| 16 | RD del Congo (bandiera) | C     | Delphin Tshiembe  |
| 17 | Fær Øer (bandiera)      | C     | Hallur Hansson    |
| 18 | Danimarca (bandiera)    | C     | Jeppe Mehl        |
| 19 | Danimarca (bandiera)    | A     | Tobias Arndal     |
| 20 | Danimarca (bandiera)    | C     | Mikkel Qvist      |
| 23 | Danimarca (bandiera)    | A     | Oliver Drost      |
| 24 | Danimarca (bandiera)    | C     | Nicolai Dohn      |
| 27 | Danimarca (bandiera)    | C     | Jonas Thorsen     |
| 30 | Danimarca (bandiera)    | P     | Marcus Bobjerg    |
| 33 | Danimarca (bandiera)    | D     | Alexander Ludwig  |
| 40 | Danimarca (bandiera)    | P     | Frederik Nørgaard |

- Numero giocatori in rosa: 23
- Stranieri: 7 (30,4%)
- Età media: 25,5 anni

### Rosa post sosta
| N. |                         | Ruolo | Calciatore          |
| -- | ----------------------- | ----- | ------------------- |
| 1  | Finlandia (bandiera)    | P     | Jesse Joronen       |
| 3  | Danimarca (bandiera)    | D     | Mads Juel Andersen  |
| 4  | Danimarca (bandiera)    | C     | Ayo Simon Okosun    |
| 7  | Danimarca (bandiera)    | D     | Mathias Nielsen     |
| 8  | Danimarca (bandiera)    | C     | Bjarke Jacobsen     |
| 9  | Islanda (bandiera)      | A     | Kjartan Finnbogason |
| 10 | Danimarca (bandiera)    | C     | Lasse Kryger        |
| 11 | Danimarca (bandiera)    | A     | Peter Nymann        |
| 12 | Danimarca (bandiera)    | D     | Rune Frantsen       |
| 13 | Danimarca (bandiera)    | C     | Thomas Kortegaard   |
| 15 | Danimarca (bandiera)    | A     | Mathias Kristensen  |
| 16 | RD del Congo (bandiera) | C     | Delphin Tshiembe    |

| N. |                      | Ruolo | Calciatore        |
| -- | -------------------- | ----- | ----------------- |
| 17 | Fær Øer (bandiera)   | C     | Hallur Hansson    |
| 18 | Danimarca (bandiera) | C     | Jeppe Mehl        |
| 19 | Danimarca (bandiera) | A     | Tobias Arndal     |
| 20 | Danimarca (bandiera) | C     | Mikkel Qvist      |
| 21 | Danimarca (bandiera) | C     | Jonas Borring     |
| 23 | Danimarca (bandiera) | A     | Oliver Drost      |
| 24 | Danimarca (bandiera) | C     | Nicolai Dohn      |
| 27 | Danimarca (bandiera) | C     | Jonas Thorsen     |
| 30 | Danimarca (bandiera) | P     | Marcus Bobjerg    |
| 33 | Danimarca (bandiera) | D     | Alexander Ludwig  |
| 40 | Danimarca (bandiera) | P     | Frederik Nørgaard |

- Numero giocatori in rosa: 23
- Stranieri: 4 (17,4%)
- Età media: 26,3 anni

## Trasferimenti estivi
| Acquisti | Acquisti          | Acquisti         | Acquisti           |
| R.       | Nome              | da               | Modalità           |
| -------- | ----------------- | ---------------- | ------------------ |
| C        | Jonas Thorsen     | Viborg           | gratuito           |
| D        | Daisuke Sato      | Politehnica Iași | gratuito           |
| D        | Alexander Ludwig  | Køge BK          | gratuito           |
| P        | Jesse Joronen     | Fulham           | gratuito           |
| A        | Tobias Arndal     | Oure Fodbold     | gratuito           |
| D        | Mads Thychosen    | Midtjylland      | gratuito           |
| P        | Frederik Nørgaard | Vejle            | ?                  |
| C        | Bjarke Jacobsen   | Vendsyssel       | ?                  |
| C        | Ayo Simon Okosun  | Vendsyssel       | ?                  |
| A        | Oliver Drost      | Vejle            | prestito           |
|          | 10 acquisti       |                  | spesa totale = 0 € |

| Cessioni | Cessioni             | Cessioni      | Cessioni              |
| R.       | Nome                 | a             | Modalità              |
| -------- | -------------------- | ------------- | --------------------- |
| D        | Martin Albrechtsenh  | Avarta        | gratuito              |
| C        | Mikkel Jespersen     | Viborg        | gratuito              |
| P        | Steve Clark          | D.C. United   | gratuito              |
| P        | Niklas Dannevang     | Fremad Amager | gratuito              |
| D        | Frederik Möller      | Aarhus        | gratuito              |
| C        | Conor O'Brien        | Start         | gratuito              |
| A        | Kim Aabech           | Hvidovre      | gratuito              |
| D        | Mads Bech Sörensen   | Brentford     | ?                     |
| A        | André Bjerregaard    | KR Reykjavík  | ?                     |
| C        | Jonas Gemmer         | Midtjylland   | fine prestito         |
| D        | Elfar Freyr Helgason | Breiðablik    | fine prestito         |
|          | 12 cessioni          |               | guadagno totale = 0 € |
|          |                      |               | saldo finale = 0 €    |

## Trasferimenti invernali
| Acquisti | Acquisti           | Acquisti    | Acquisti |
| R.       | Nome               | da          | Modalità |
| -------- | ------------------ | ----------- | -------- |
| A        | Mathias Kristensen | Tarup       | gratuito |
| D        | Mads Juel Andersen | Brøndby     | gratuito |
| A        | Oliver Drost       | Vejle       | ?        |
| C        | Jonas Borring      | Midtjylland | ?        |
| D        | Rune Frantsen      | Vendsyssel  | ?        |
|          |                    |             |          |

| Cessioni | Cessioni        | Cessioni    | Cessioni      |
| R.       | Nome            | a           | Modalità      |
| -------- | --------------- | ----------- | ------------- |
| D        | Bubacarr Sanneh | Midtjylland | ?             |
| A        | Oliver Drost    | Vejle       | fine prestito |
| C        | Jonas Borring   | Midtjylland | fine prestito |
| D        | Daisuke Sato    | Sepsi       | gratuito      |
| C        | Joseph Mensah   |             | svincolato    |
|          |                 |             |               |
|          |                 |             |               |